# Вуалехвостая бойцовая рыбка

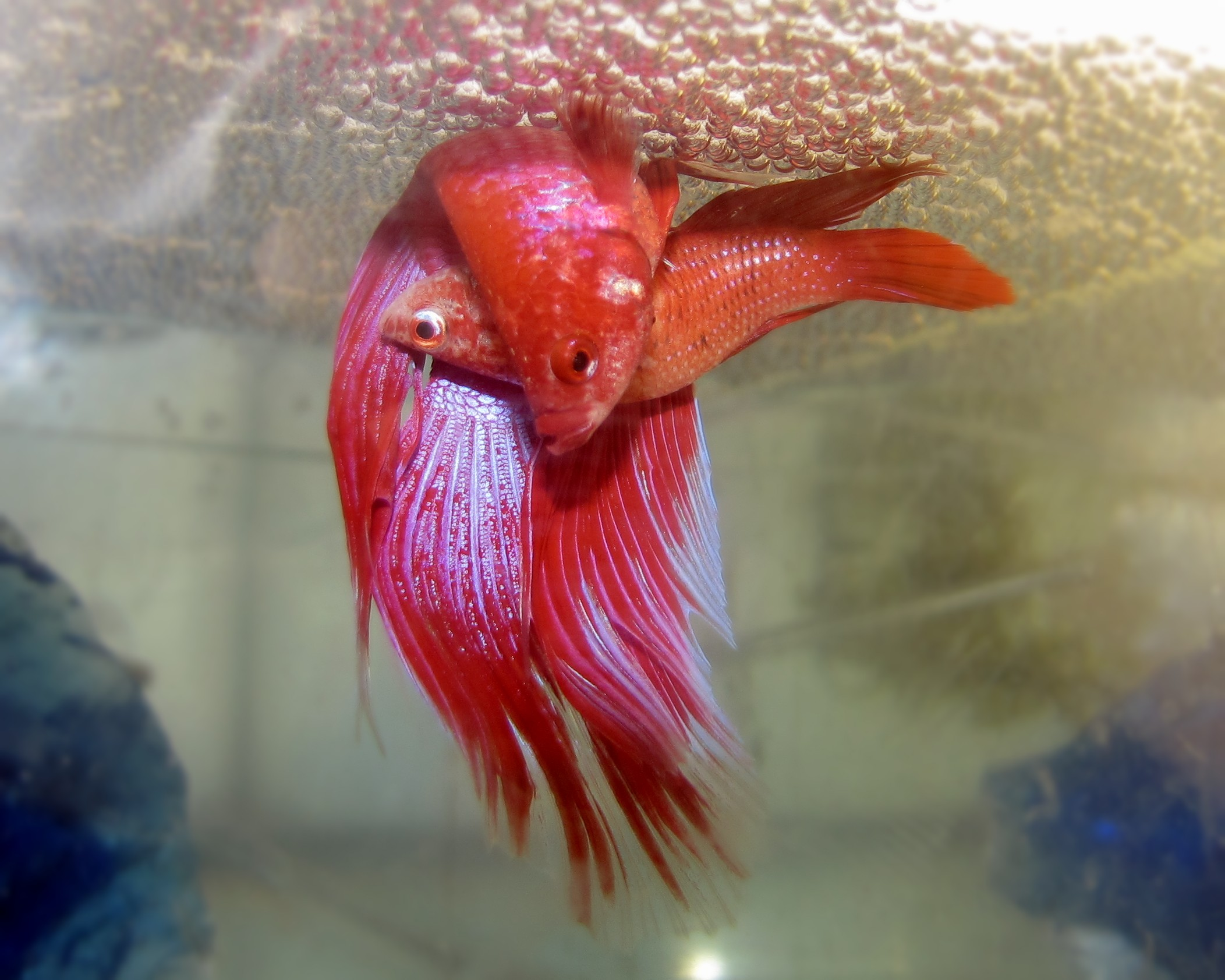
Спаривание петушков алого цвета

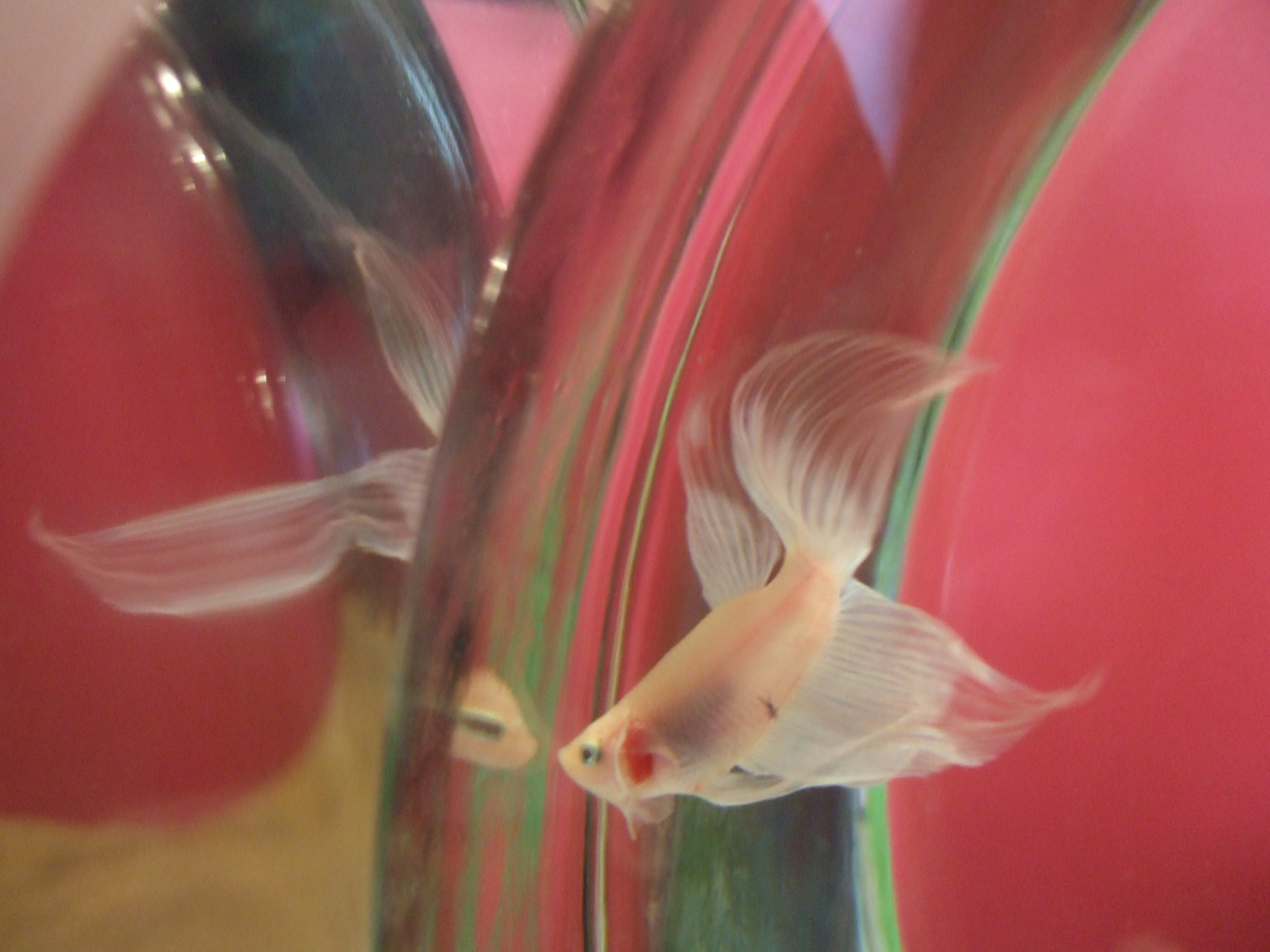
Реакция бойцовой рыбки на своё отражение

Вуалевая бойцо́вая ры́бка (лат. Betta splendens varr.) — одна из искусственно культивированных породных разновидностей, полученной при селекционном отборе и разведении дикой формы сиамских бойцовых рыбок (лат. Betta splendens).

## Этимология
Своё именование получили за длинную, нисспадающую форму вуалевого хвостового оперения и длинные спинной, анальный и грудные плавники, отличающихся от форм и размеров плавников диких представителей данного вида.

## Иные наименования
Вуалевый петушок, вуалехвостый петушок, сиамский петушок, бойцовая рыбка, обыкновенный петушок.

## История происхождения
Это первая вариация разновидностей бойцовых рыбок, давшая начало и славу всем последующим новым селекционным породам данного вида.

## Условия содержания

### Размножение
Размножение такое же как и обычных лабиринтовых рыб — гурами, лялиусов, петушков и макроподов. При подборе пар обращают внимание на особенности цвета и размера бойцовых рыбок, дабы не нарушать статей породы.